# Kansas City (Kansas)
Kansas City (Kansas), zkratkou KCK, je správní město okresu Wyandotte County a zároveň třetí největší město ve státě Kansas ve Spojených státech amerických. Odhad počtu obyvatel pro rok 2016 byl 151 709.

## Poloha
Kansas City (Kansas) leží ve středu USA při ústí řeky Kansas do řeky Missouri. Město sousedí s Kansas City (Missouri), druhým městem stejného názvu v sousedním státě Missouri. Obě města stejného názvu dnes tvoří jeden celek a dohromady zde žije přes 600 tisíc obyvatel.

## Administrativní uspořádání
Obě města jsou součástí jedné metropolitní oblasti (Kansas City Metropolitan Area). Ovšem samotné kansaské město plní administrativní funkce pro okres Wyandotte County ve státě Kansas. Jeho 30. starosta David Alvey (od roku 2018) je zároveň 4. šéfem spojených úřadů města a okresu. Toto organizační uspořádání platí již od roku 1997. Adresa správy města a okresu je: 701 N. 7th St., Kansas City, KS 66101, tel. (913) 573-5000.

## Obyvatelstvo
K roku 2010 zde žilo 145 786 obyvatel. S celkovou rozlohou 332,5 km² byla hustota zalidnění 438,45 obyvatel na km². Odhad počtu obyvatel pro rok 2016 byl 151 709.

### Demografický profil
| Demographic profile                          | 2010  | 1990  | 1970                 | 1950  |
| -------------------------------------------- | ----- | ----- | -------------------- | ----- |
| Bílí Američané                               | 52.2% | 65.0% | 78.9%                | 79.4% |
| —Bílí Američané, bez Hispánců                | 40.2% | 61.9% | 76.3% (z 15% výřezu) | —     |
| Afroameričané                                | 26.8% | 15.8% | 10.7%                | 9.9%  |
| Hispánci a lidé z Latinské Ameriky (Latinos) | 27.8% | 7.1%  | 3.2% (z 15% výřezu)  | —     |
| Asijští Američané                            | 2.7%  | 1.2%  | 0.1%                 | −     |

## Galerie

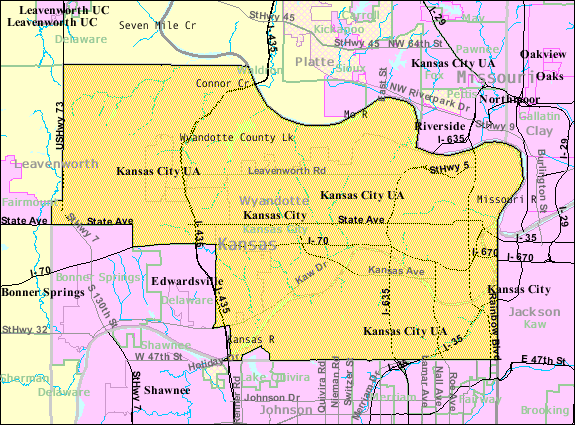
Mapa města Kansas City (Kansas)
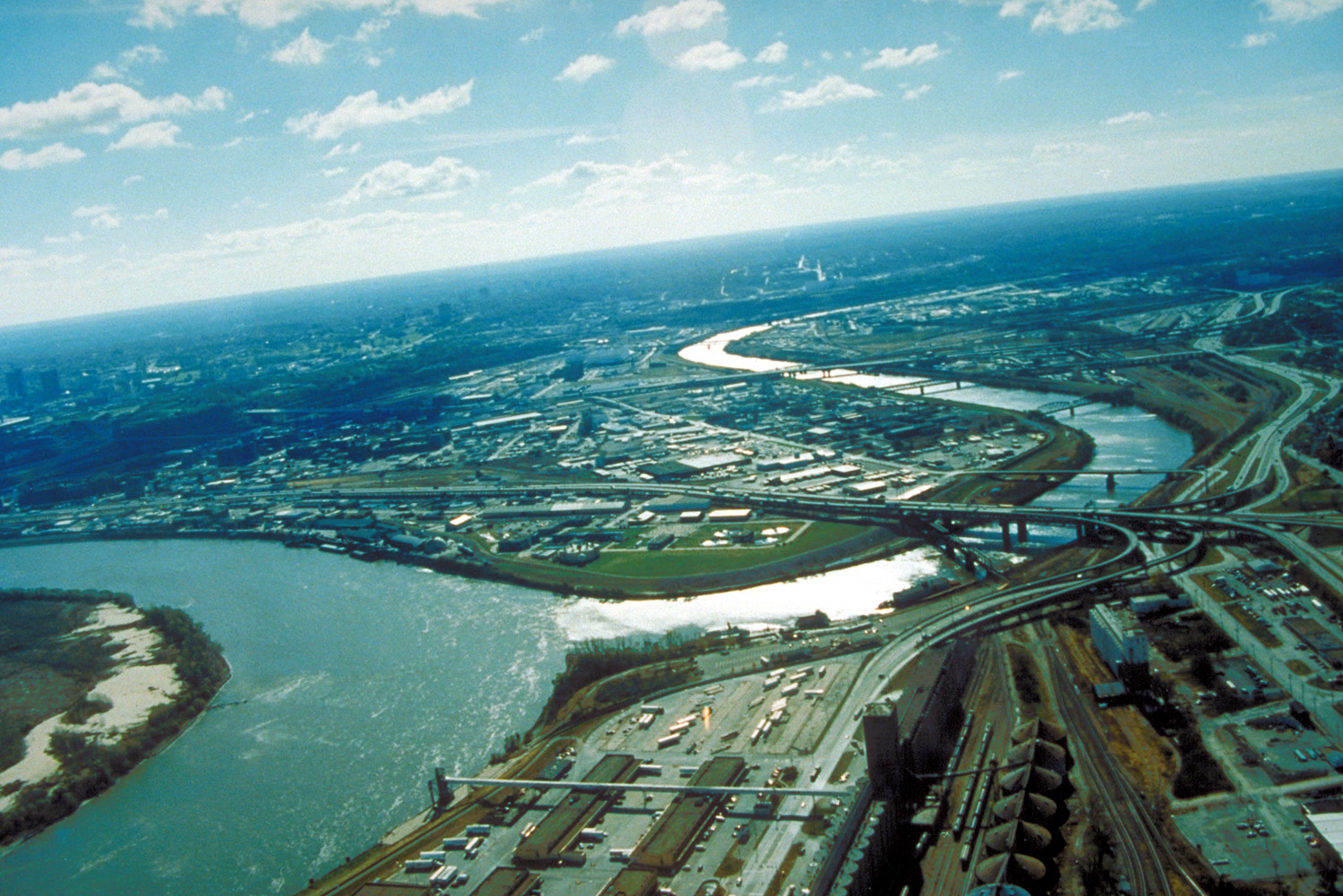
Letecký pohled na Kansas City (Kansas) směrem od severozápadu. Řeka Kansas (vpravo uprostřed) se vlévá do řeky Missouri. Vlevo od řeky Missouri je vidět malá část území města Kansas City (Missouri).
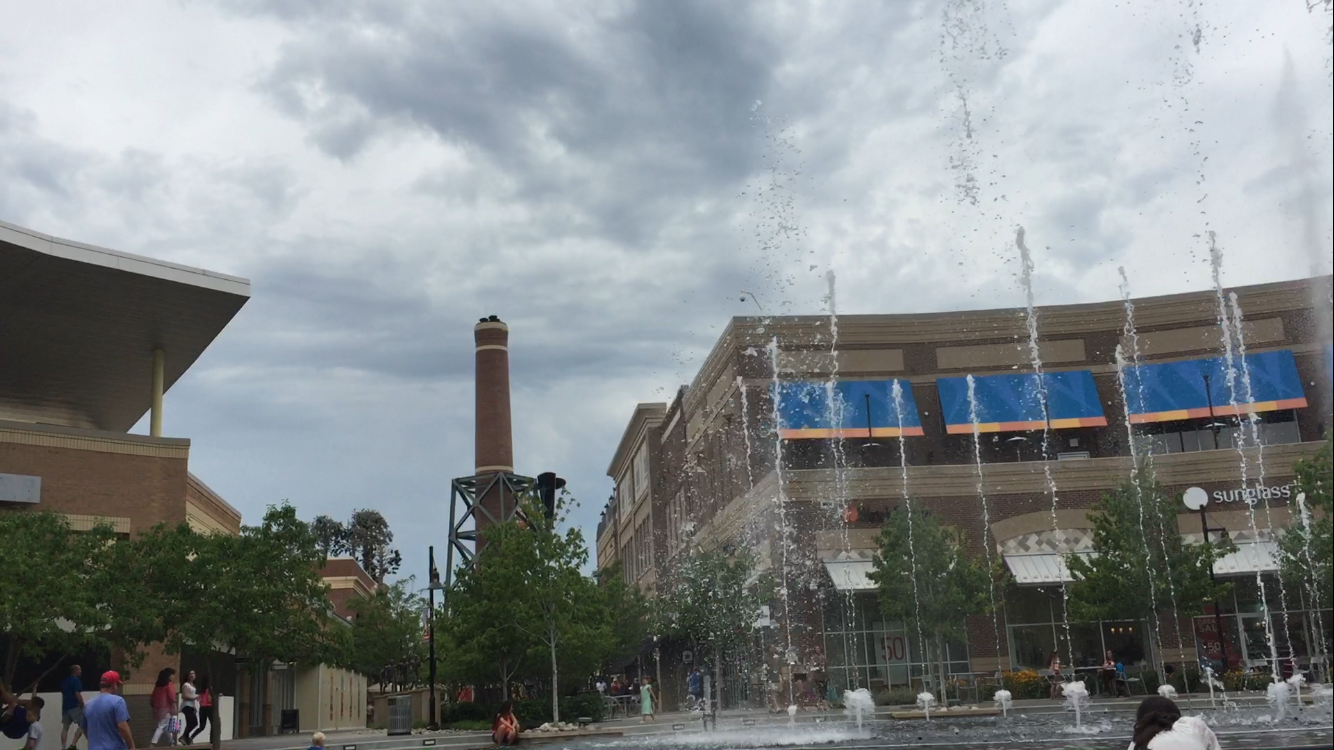
Fontány v městské části Kansas Legends